# Andrew Z. Fire

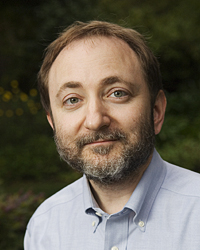
Andrew Z. Fire (2008)

Andrew Zachary Fire (* 27. April 1959 in Palo Alto, Santa Clara County, Kalifornien) ist ein US-amerikanischer Biologe. 2006 erhielt er zusammen mit Craig C. Mello den Nobelpreis für Physiologie oder Medizin für ein Verfahren, mit dem sich Gene gezielt stummschalten lassen (RNA-Interferenz).

## Leben
Fire absolvierte in drei Jahren sein Mathematikstudium an der University of California in Berkeley. Mit 19 Jahren wechselte er an die Biologiefakultät am Massachusetts Institute of Technology in Cambridge und arbeitete dort unter dem späteren Nobelpreisträger Phillip Allen Sharp im Bereich der Zellbiologie.
1983 erhielt er seinen Ph.D. und ging anschließend nach Cambridge in England zu Sydney Brenner. Bei diesem begann er seine Forschungen am Caenorhabditis elegans. 1986 wurde er Mitarbeiter am Department of Embryology der Carnegie Institution of Washington in Baltimore. Durch Versuche mit dem Fadenwurm Caenorhabditis elegans konnte er 1998 zusammen mit Mello belegen, dass durch die Injektion von Doppelstrang-RNA-Molekülen die Funktion von Genen besser als durch genspezifische Einzelstrang-RNA unterdrückt werden kann. 2003 ging er an die Stanford University School of Medicine, wo er am Department für Pathologie und Genetik forschte; seit 2004 ist er dort Professor für Pathologie und Genetik.

## Auszeichnungen
- 1997: Maryland Distinguished Young Scientist Award
- 2002: Genetics Society of America Medal
- 2002: Meyenburg-Preis
- 2003: Passano Award
- 2003: National Academy of Sciences Award in Molecular Biology, zusammen mit Craig Mello
- 2003: Wiley Prize in Biomedical Sciences (gemeinsam mit Craig C. Mello, Thomas Tuschl und David Baulcombe)
- 2004: H.P.-Heineken-Preis für Biochemie und Biophysik[2]
- 2004: Wahl zum Mitglied der American Academy of Arts and Sciences und der National Academy of Sciences
- 2005: Massry-Preis (gemeinsam mit Craig Mello)
- 2005: Gairdner Foundation International Award
- 2006: Paul-Ehrlich-und-Ludwig-Darmstaedter-Preis, Nachwuchspreis[3], zusammen mit Craig Mello
- 2006: Nobelpreis für Physiologie oder Medizin[4], zusammen mit Craig Mello

## Veröffentlichungen
- Andrew Fire, Siqun Xu, Mary K. Montgomery, Steven A. Kostas, Samuel E. Driver und Craig C. Mello: Potent and specific genetic interference by double-stranded RNA in Caenorhabditis elegans. In: Nature. Band 391, 1998, S. 806–811, PMID 9486653 PDF
- Nucleic acid structure and intracellular immunity: some recent ideas from the world of RNAi. In: Q Rev Biophys. 2006, S. 1–7.
- A. Fire, R. Alcazar und F. Tan: Unusual DNA structures associated with germline genetic activity in Caenorhabditis elegans. Genetics 2006.
- D. Blanchard, H. Hutter, J. Fleenor und A. Fire: A differential cytolocalization assay for analysis of macromolecular assemblies in the eukaryotic cytoplasm. In: Mol Cell Proteomics. 2006.
- F. Moreno-Herrero, R. Seidel, S. M. Johnson, A. Fire und N. H. Dekker: Structural analysis of hyperperiodic DNA from Caenorhabditis elegans. in: Nucleic Acids Res. Band 34, Nr. 10, 2006, S. 3057–3066.
- M. L. Foehr, A. S. Lindy, R. C. Fairbank, N. M. Amin, M. Xu, J. Yanowitz, A. Z. Fire und J. Liu: An antagonistic role for the C. elegans Schnurri homolog SMA-9 in modulating TGFbeta signaling during mesodermal patterning. In: Development. Band 133, Nr. 15, 2006, S. 2887–2896.